# Bred kärrtrollslända
Bred kärrtrollslända (Leucorrhinia caudalis) är en art i insektsordningen trollsländor som tillhör familjen segeltrollsländor.  

## Kännetecken
Både hanen och honan har mörk grundfärg på kroppen och en bakkropp vars sist fyra till fem segment är tydligt utvidgad åt sidorna, vilket har gett arten dess trivialnamn. Könsmogna hanar är blåpudrade på bakkroppens första hälf och honornas har svaga gula fläckar. Pannan är vit. Vingarna är genomskinliga och vingmärket är ljust på ovansidan och mörkt på undersidan. Vingbredden är 60 till 65 millimeter och bakkroppens längd är 23 till 24 millimeter.

## Utbredning
Den breda kärrtrollsländan finns i mellersta, östra och delar av norra Europa. Den finns också i vissa områden i Frankrike och Nederländerna. I Sverige är den fridlyst men inte rödlistad som hotad. Den förekommer sällsynt i de sydöstra delarna av landet, från Skåne till Gästrikland. Den är landskapstrollslända för Dalsland. Som helhet är arten inte hotad, även om den har drabbats av habitatförlust i delar av sitt utbredningsområde.

## Levnadssätt
Den breda kärrtrollsländans habitat är framför allt mindre, lugna vatten som små sjöar, tjärnar och gölar, särskilt sådana med en rik vegetation av både undervattensväxter och flytande vattenväxtlighet. Parningen kan ske i luften, men hanen och honan kan också flyga iväg och sätta sig i vegetationen. Efter parningen lägger honan äggen ensam, fritt i vattnet. Utvecklingstiden från ägg till imago är tre år och flygtiden juni till juli.